# کیسه زیرسرشانه‌ای
بورس زیراخرمی یا ساب آکرومیال (به انگلیسی: Subacromial bursa) که بورس ساب دلتوئید  نیز نامیده می‌شود، یکی از بورس‌های مهم در ناحیه شانه بوده که درصورت التهاب آن، بورسیت ساب آکرومیال ایجاد می‌شود. هر بورس کیسه‌ای کوچک و دارای کمی مایع سینوویال  است . بورس‌ها با کاهش اصطکاک بافت‌های اطراف خود، حرکات آن‌ها را نسبت به هم آسان می‌کنند (یعنی بین استخوان و تاندون، پوست و استخوان یا دو ماهیچه). بورسیت ساب آکرومیال، شایع‌ترین بورسیت ناحیه شانه‌است. درصورت راه یافتن املاح کلسیم به بورس، بورسیت کلسیفیه رخ می‌دهد.

## کالبدشناسی (آناتومی)
بورس ساب آکرومیال یا ساب دلتوئید از دو قسمت تشکیل می‌گردد:
- قسمتی که در زیر زائده اخرمی (آکرومیون) قرار می‌گیرد، بورس ساب آکرومیال نامیده می‌شود.
- بخشی که در زیر ماهیچه دلتوئید (دالی) واقع می‌شود، بورس ساب دلتوئید می‌نامند.

معمولاً این دو قسمت با یکدیگر درارتباط هستند، ولی گاهی از هم جدا می‌باشند. همچنین این بورس ممکن است با حفره مفصلی درارتباط باشد، اگرچه معمولاً درارتباط نیست.